# 籠神社 (美濃市)
籠神社（こもりじんじゃ）は、岐阜県美濃市片知にある神社。

## 概要
創建時期は不詳。
朝廷が高賀山に住む魔物（さるとらへび）を討伐するために藤原高光を派遣したさい、藤原高光が討伐祈願のため参籠した場所という。

## 主祭神
- 速佐須良比女神

## 境内社
- 御嶽神社[1]
- 秋葉神社[1]
- 山神神社[1]